# اونستان
اونستان (به فرانسوی: Anstaing) یک کمون در فرانسه است که در canton of Lannoy واقع شده‌است. اونستان ۲٫۳ کیلومتر مربع مساحت دارد ۲۷ متر بالاتر از سطح دریا واقع شده‌است.